# 法國原子能安全委員會

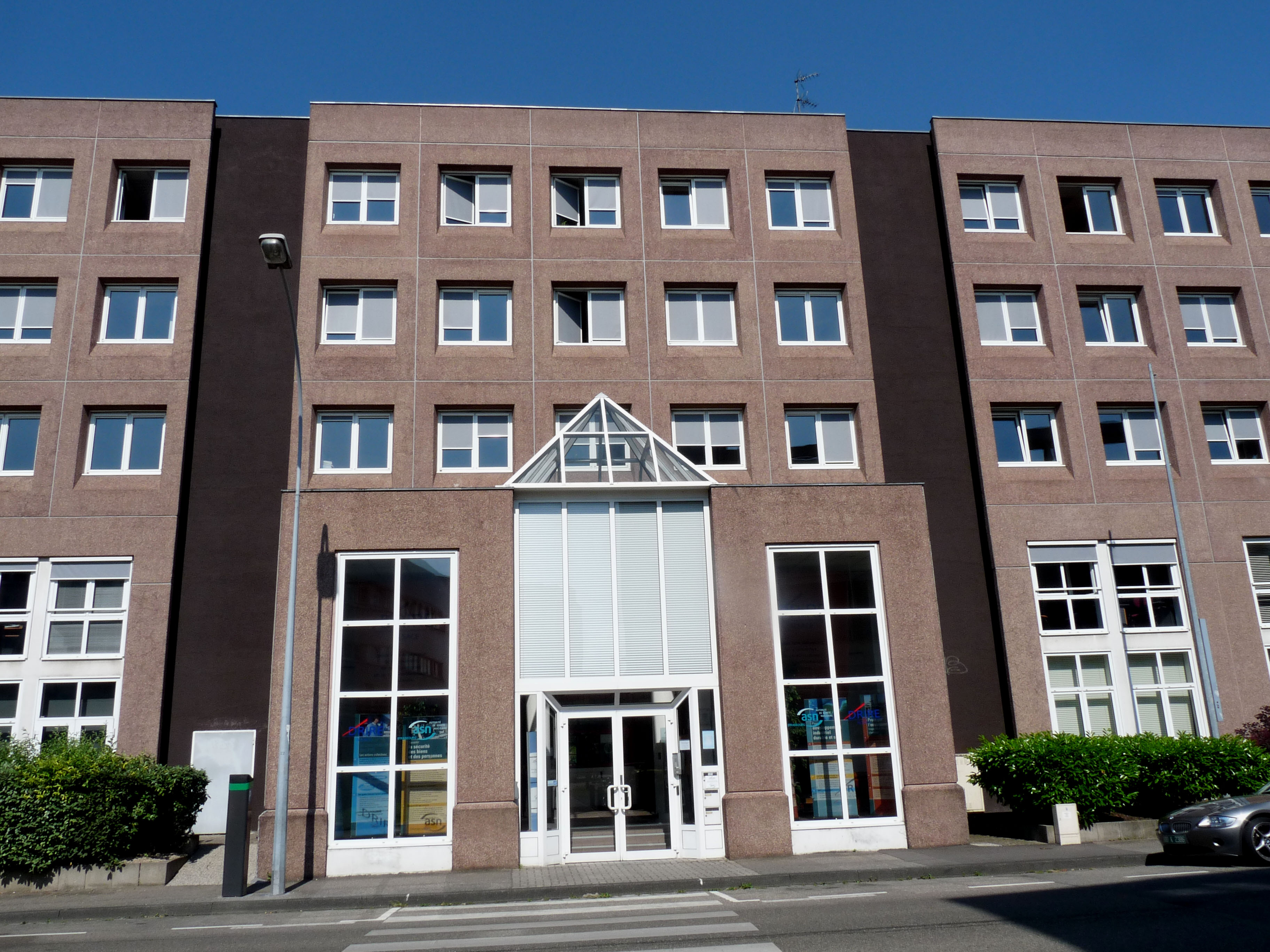
法國原子能安全委員會在史特拉斯堡的分部大樓。

法國原子能安全委員會（法語：Autorité de sûreté nucléaire，ASN）是法國在2006年6月13日依2006-686號法案設立的獨立核能主管機關，執掌法國輻射保護和核能安全業務，負責保護核能接觸者，例如核能發電廠員工、附近居民、患者與一般大眾等，防止輻射污染環境也是其業務之一。
ASN現任的主席是安德烈-克洛德·拉科斯特（André-Claude Lacoste），也是ASN的創始委員之一。他曾是國際核能規範協會（International Nuclear Regulators Association，INRA）與西歐核監管協會（Western European Nuclear Regulators Association）的主席，也是現任國際原子能總署的安全標準委員會主席。
2011年3月11日，日本發生矩震級9.0的強震，並引發海嘯。這場災害使福島第一核能發電廠的電力供應系統受損，冷卻系統因而無法正常運作，造成燃料棒熔燬、核反應爐溫度升高，是為福島第一核電廠事故。事故發生後，ASN認為應將此事故的災害分級調升為5或6，而非日本核能研究開發機構早先認定的4級。芬蘭的核能主管機構也持相同看法。

## 外部連結
- 法國原子能安全委員會官方網站 （页面存档备份，存于）（英文）